# Il bambino nascosto
Il bambino nascosto és una pel·lícula dramàtica italiana dirigida per Roberto Andò que es va estrenar al Festival Internacional de Cinema de Venècia el setembre de 2021 i que es va estrenar als cinemes italians el novembre del mateix any. La pel·lícula està basada en la novel·la homònima del director. S'ha subtitulat al català.

## Sinopsi
En Gabriele Santoro viu en un barri popular de Nàpols i ocupa la càtedra de piano del Conservatori San Pietro a la Majella. Un matí, mentre s'afaita, el carter truca al porter automàtic per avisar-lo que hi ha un paquet. Obre la porta i, abans de rebre'l, corre a rentar-se la cara. En aquest curt espai de temps, un nen de deu anys es cola al seu pis i s'hi amaga. "El mestre", com en diuen al barri, no ho descobreix fins a la nit.

## Repartiment
- Silvio Orlando: professor Gabriele Santoro
- Lino Musella: Diego
- Gianfelice Imparato: Renato Santoro
- Roberto Herlitzka: Massimo Santo
- Francesco Di Leva: Biagio
- Enzo Casertano: Vittorio
- Giuseppe Pirozzi: Ciro
- Giuseppe Brunetti
- Imma Villa: Angela Acerno
- Tonino Taiuti: Nunzio

## Premis i reconeixements
- Nominació al Lleó Queer[3]